# Кэмбор, Питер
Пи́тер Алекса́ндр Кэ́мбор (англ. Peter Alexander Cambor; род. 28 сентября 1978, Хьюстон) — американский актёр, известный по роли психолога Нэйта Гетца в сериале канала CBS Морская полиция: Лос-Анджелес.

## Биография
Питер Кэмбор окончил Дирфилдскую Академию в Массачусетсе, а также Уэслианский университет в Мидлтауне (Коннектикут), где в 2001 году получил степень бакалавра искусств. 
После дальнейшей учебы, в 2005 году, Питер получил степень магистра искусств в театре American Repertory Theater при институте Institute for Advanced Theater Training в Гарвардском университете в Кембридже (Массачусетс). А также получил степень в Московском Художественном театре. Некоторое время Питер проработал в Нью-Йорке, после чего переехал в Лос-Анджелес.
Кэмбор получил роль будущего отца в ситкоме канала ABC Notes from the Underbelly, после того, как создатели сериала увидели его в Лос-Анджелеской постановке Вишнёвого сада, где он играл с такими звездами как Аннетт Бенинг и Альфред Молина. Он играл в сериале с 2006 по 2008, его партнершей была Дженнифер Уэстфелд.
В 2009 году Питер Кэмбор получил роль психолога Нэйта Гетца в Отделе Специальных Проектов в сериале канала CBS Морская полиция: Лос-Анджелес. Его персонаж был введен в сериале «NCIS», в сериях "Легенда (Часть 1)" и "Легенда (Часть 2)".
В 2012 году Кэмбор попал в основной состав сериала канала TBS Wedding Band.

## Личная жизнь
В настоящее время Кэмбор живет в Венеции, округе Лос-Анджелес, штат Калифорния, вместе со своим лабрадором Мерфи. Он заядлый гитарист, шеф повар и обожает музыку кантри. Питер любит серфинг и бейсбол; его любимая команда — Хьюстон Астрос. Его мама Кэтлин и сестра Кейт — публикуемые авторы, их совместная книга выйдет в конце 2015 года. Отец Петра психиатр, он сыграл важную роль в развитии персонажа Питера Нэйта Гетца в сериале Морская полиция: Лос-Анджелес.
Рост Питера — 1.93м (6 футов и 4 дюйма).

## Фильмография
| Год       | Название                      | Оригинальное название     | Роль            | Примечания                                                               |
| --------- | ----------------------------- | ------------------------- | --------------- | ------------------------------------------------------------------------ |
| 2002      | Проект J2                     | The J2 Project            | J2              | Видео, короткометражный фильм                                            |
| 2002      | Выше крыши                    | Up to the Roof            | Александр       | Короткометражный фильм                                                   |
| 2007      | 4исла                         | Numb3rs                   | Логан Оливер    | Серия "Hollywood Homicide"                                               |
| 2007—2010 | Девять месяцев из жизни       | Notes from the Underbelly | Эндрю Стоун     | Главная роль, 23 серии                                                   |
| 2008      | Мертвые до востребования      | Pushing Daisies           | Дасти Фитц      | Серия "Bzzzzzzzzz!"                                                      |
| 2009      | Доверься мне                  | Trust Me                  | Эндрю Хантер    | Серии "Norming" и "Way Beyond the Call"                                  |
| 2009      | Морская полиция: Спецотдел    | NCIS                      | Нэйт Гетц       | Серии " Legend: Part 1" и " Legend: Part 2"                              |
| 2009      | Элис Джейкобс мертва          | Alice Jacobs Is Dead      | Джордж          | Короткометражный фильм                                                   |
| 2009—2015 | Морская полиция: Лос-Анджелес | NCIS: Los Angeles         | Нэйт Гетц       | 1 сезон — в основном составе, дальше — повторяющийся персонаж (33 серии) |
| 2011      | Пари                          | Parlay                    | Джек            | Видео, короткометражный фильм                                            |
| 2012      | Taking the Edge Off           | Taking the Edge Off       |                 | Короткометражный фильм                                                   |
| 2012      | Рок-н-ролл на выезде          | Wedding Band              | Эдди            | Основной состав, 10 серий                                                |
| 2013      | Помощь                        | Assistance                | Джереми         | ТВ-фильм                                                                 |
| 2014      | Мадам госсекретарь            | Madam Secretary           | Джон Кастеллано | Серия "So It Goes"                                                       |
| 2015      | Форс-мажоры                   | Suits                     | Нэйтан          | Серия " Fork in the Road"                                                |
| 2015      | Baby                          | Baby                      | Адам            | Короткометражный фильм                                                   |
| 2015      | Грейс и Фрэнки                | Grace and Frankie         | Барри           | Серии "The Secrets" и "The Invitation"                                   |
| 2016      | Гастролёры                    | Roadies                   | Майло           | Основной состав; 10 эпизодов                                             |